# Curculigo scorzonerifolia
Curculigo scorzonerifolia là một loài thực vật có hoa trong họ Hypoxidaceae. Loài này được (Lam.) Baker mô tả khoa học đầu tiên năm 1878.